# Qiongthela nui
Espèce
Synonymes
- Heptathela nui Schwendinger & Ono, 2011

Qiongthela nui est une espèce d'araignées mésothèles de la famille des Liphistiidae.

## Distribution
Cette espèce est endémique de la province de Lâm Đồng au Viêt Nam,.

## Description
Le mâle holotype mesure 14,4 mm et la femelle paratype 21,6 mm.

## Systématique et taxinomie
Cette espèce a été décrite sous le protonyme Heptathela nui par Schwendinger et Ono en 2011. Elle est placée dans le genre Qiongthela par Xu, Liu, Chen, Ono, Li et Kuntner en 2015.

## Publication originale
- Schwendinger & Ono, 2011 : « On two Heptathela species from southern Vietnam, with a discussion of copulatory organs and systematics of the Liphistiidae (Araneae: Mesothelae). » Revue Suisse de Zoologie, vol. 118, p. 599-637 (texte intégral).